# Muzeum Volkswagena w Wolfsburgu
Muzeum Volkswagena (niem. pisownia własna: AutoMuseum Volkswagen) – muzeum zlokalizowane jest w Wolfsburgu, w kraju związkowym Dolna Saksonia w Niemczech. Jest niezależną instytucją wspieraną przez firmę Volkswagen AG. Na powierzchni 5000 m² wystawy stałej wystawiono 130 różnego rodzaju pojazdów, wyłącznie marki Volkswagen, reprezentujących wszystkie roczniki produkcji. W ramach wystaw specjalnych udostępnianych jest dodatkowo około 20 eksponatów.

## Historia
Już w roku 1954 zakłady produkcyjne Volkswagena, pod kierownictwem ówczesnego generalnego dyrektora Heinricha Nordhoffa, zaczęły przechowywać modele samochodów będące w bieżącej produkcji, a także wcześniej wyprodukowane, brakujące modele pojazdów, które zaczęto odkupować od ich właścicieli. W 1967 na terenie fabryki Volkswagena w Wolfsburgu stworzono kolekcję pojazdów, ale nie była ona dostępna dla publiczności. 25 kwietnia 1985 muzeum zostało otwarte w obecnej lokalizacji. W pierwszych kilku latach działalności muzeum prezentowało pojazdy z całej ówczesnej "Grupy Volkswagena", która oprócz pojazdów marki Volkswagen, zawierała także eksponaty firm: Audi, DKW, Horch, NSU i Wanderer. 1 stycznia 1992 muzeum i jego eksponaty zostały przekazane nowo powstałej fundacji "muzeum Volkswagena" (niem. Stiftung AutoMuseum Volkswagen), w celu uniezależnienia go od firmy Volkswagen AG. W 2001 muzeum zostało wyremontowane i zrestrukturyzowane. Od tego czasu udostępniane są tylko pojazdy marki Volkswagen. Niektóre eksponaty zostały przeniesione do otwartego w czerwcu 2000 "Domu czasu" (niem. ZeitHaus) w Autostadt. W 2007 ponownie rozpoczęto prace związane z przebudową i renowacją muzeum. 8 listopada 2017 otwarto tzw. "Gabinet silników" (niem. Motoren-Kabinett), wystawę silników i przekładni biegów, która obejmuje zbiór około 50 silników i skrzyń biegów.

## Budynek i ekspozycja muzeum
Muzeum mieści się w budynku wybudowanym w 1966, w którym znajdował się dawniej zakład włókienniczy: "Herrenkleiderwerke Odermark", na terenie parku przemysłowego w dzielnicy Wolfsburga, Heßlingen. Wystawa ukazuje rozwój pierwszego Volkswagena Garbusa od 1930 roku, aż do zaprzestania jego produkcji w 2003 w Meksyku. Wystawa prezentuje samochody wyścigowe, prototypy, projekty studyjne i unikatowe modele. Pokazano również pojazdy specjalistyczne, wykorzystywane np. przez niemiecką pocztę federalną, policję czy straż pożarną. 
Muzeum tworzy pięć wysp tematycznych:
- Przyjaciel Garbus
- Generacja Golfa
- Rodzina Volkswagena
- Volkswagen Transporter – od korzyści do luksusu
- Futurum Volkswagen

## Eksponaty
Wśród pojazdów "chłodzonych powietrzem" znajdują się:
- Garbus KdF (1943)
- samochód z napędem na cztery koła (1946)
- czterodrzwiowy Garbus Messerschmitt z Frankfurtu (1953)
- duplikat milionowego Volkswagena (1955)
- Garbus Ghia Aigle (1956)
- Garbus z filmu "Garbie" (1969)
- VW Karmann Ghia Type 14 Coupé (1972)
- brazylijski samochód sportowy VW SP2 (1973)
- ostatni Garbus zbudowany w Niemczech – Typ 1200, wyprodukowany w Emden (1978)
- prototyp z 1949 i milionowy Volkswagen Transporter T1 (1962)
- Transporter T2b z napędem na cztery koła (1978)[2][3]

Wśród "chłodzonych wodą" są:
- jeden z najstarszych istniejących modeli Golf I, wykorzystany do testu długodystansowego: Alaska-Ziemia Ognista (1974)[4]
- Polo II Sprint z doładowanym silnikiem bokser z tyłu (1983)
- Golf I Pirelli (1983)
- pierwszy zbudowany Golf II (1983)
- VW Scirocco II TR z dachem Targa (1982)
- Corrado Roadster (1983)
- VW New Beetle RSi kabriolet (2003)
- VW Passat I GTI (1977)[5]

W ekspozycji muzeum znajdują się prototypy i spektakularne pojazdy koncepcyjne:
- Karmann Ghia, czteroosobowy pojazd EA 47-12 (1955)
- poprzednik późniejszego VW Type 3 o nazwie EA 97-1 (1960)
- prekursor Pininfariny do VW Type 4 o nazwie EA 142 (1966)
- prekursor Passata o nazwie EA 272 (1972)
- van z drzwiami skrzydłowymi IRVW Futura (1989)
- samochód rekreacyjny Vario (1990)
- "1-litrowy samochód" (2002)[6]

Wśród samochodów wyścigowych i bijących rekordy m.in.:
- Formuła Vau (1966)
- Aerodynamik-Flunder ARVW I (1980)
- Golf I GTI Rheila (1981)
- VW Iltis, zwycięzca rajdu: Paryż-Dakar (1980)[7]
- VW Race Touareg (2011)[8]

## Galeria

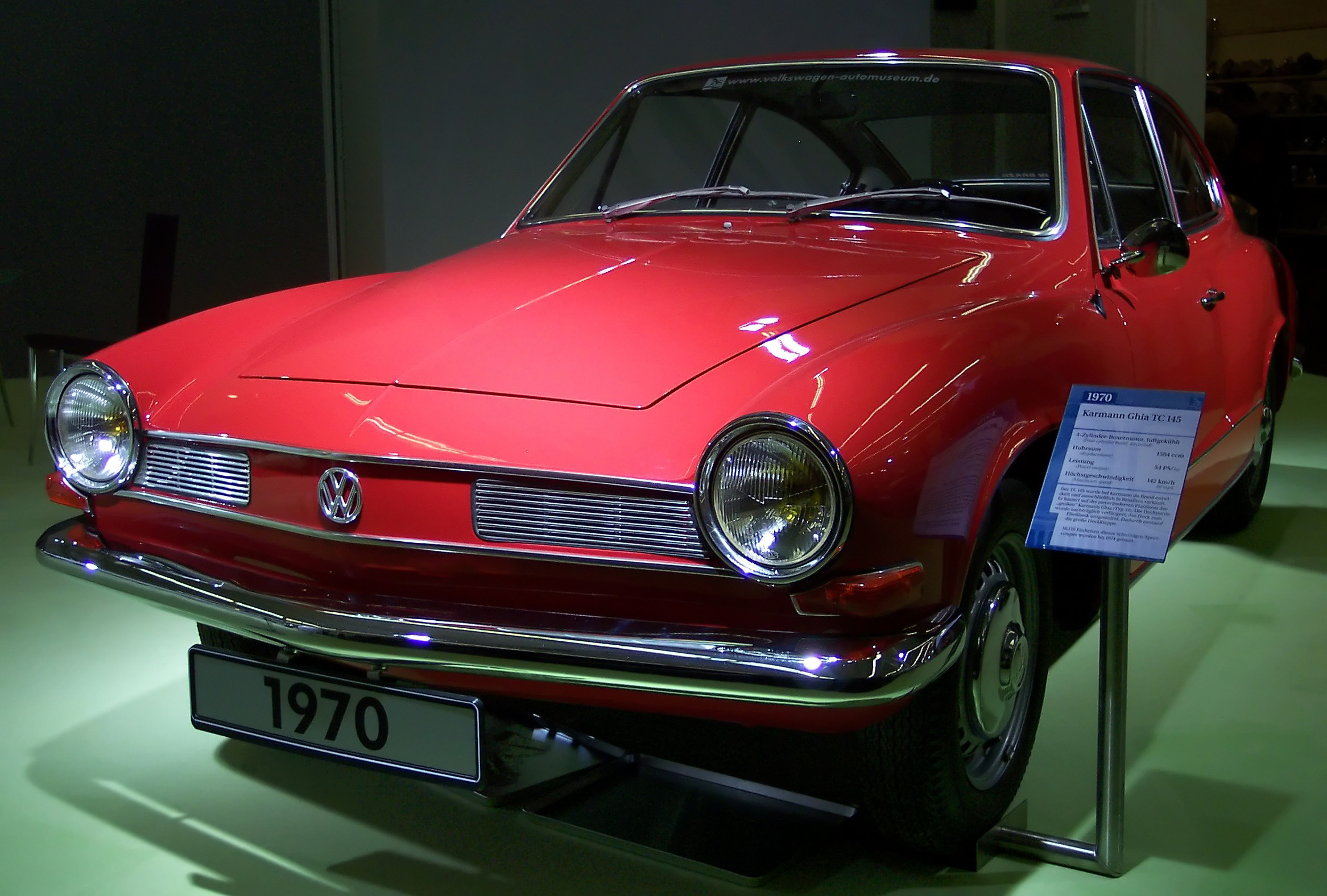
Jeden z eksponatów: VW Karmann Ghia TC 145
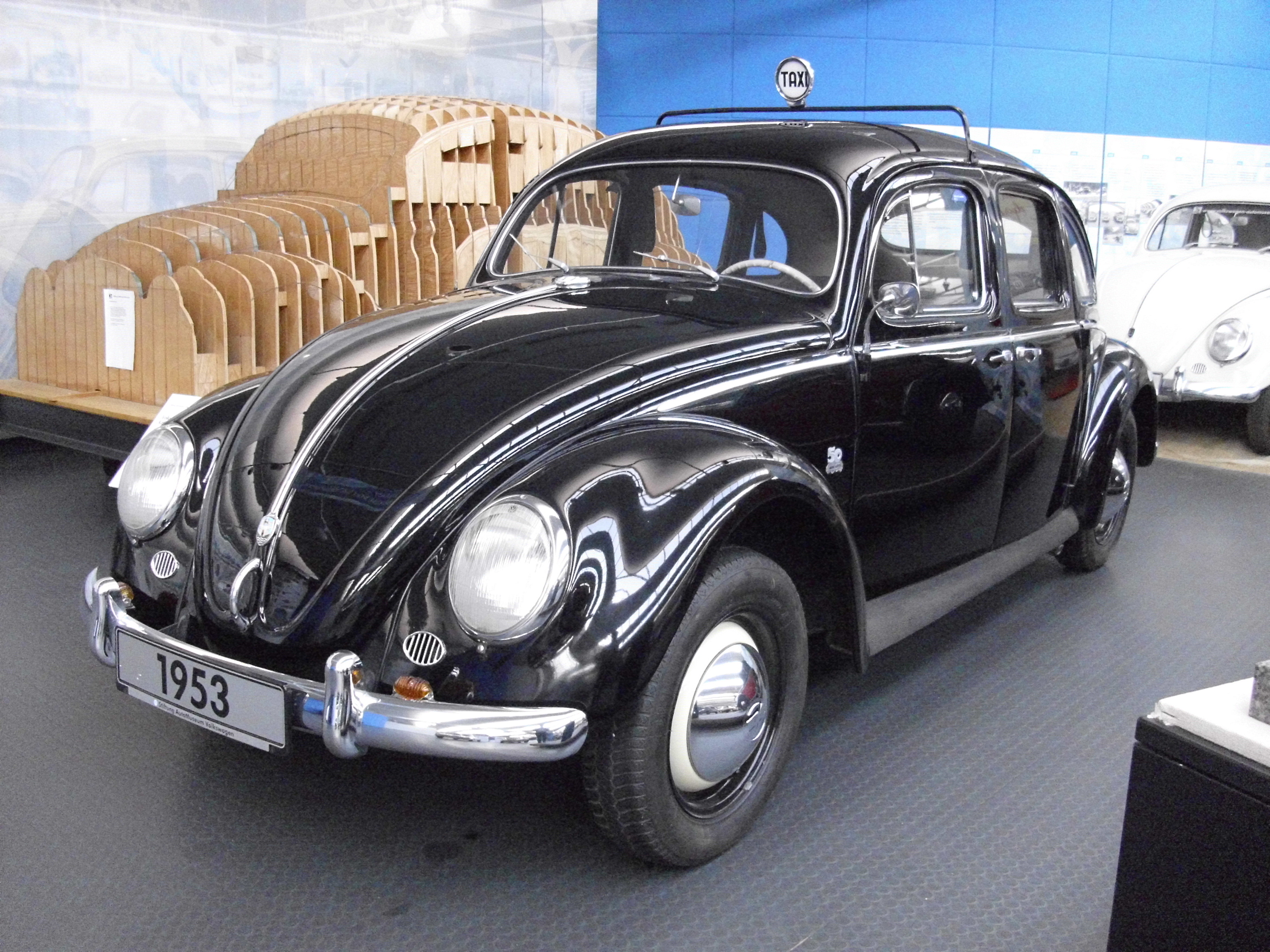
Jeden z eksponatów: VW Garbus Taxi
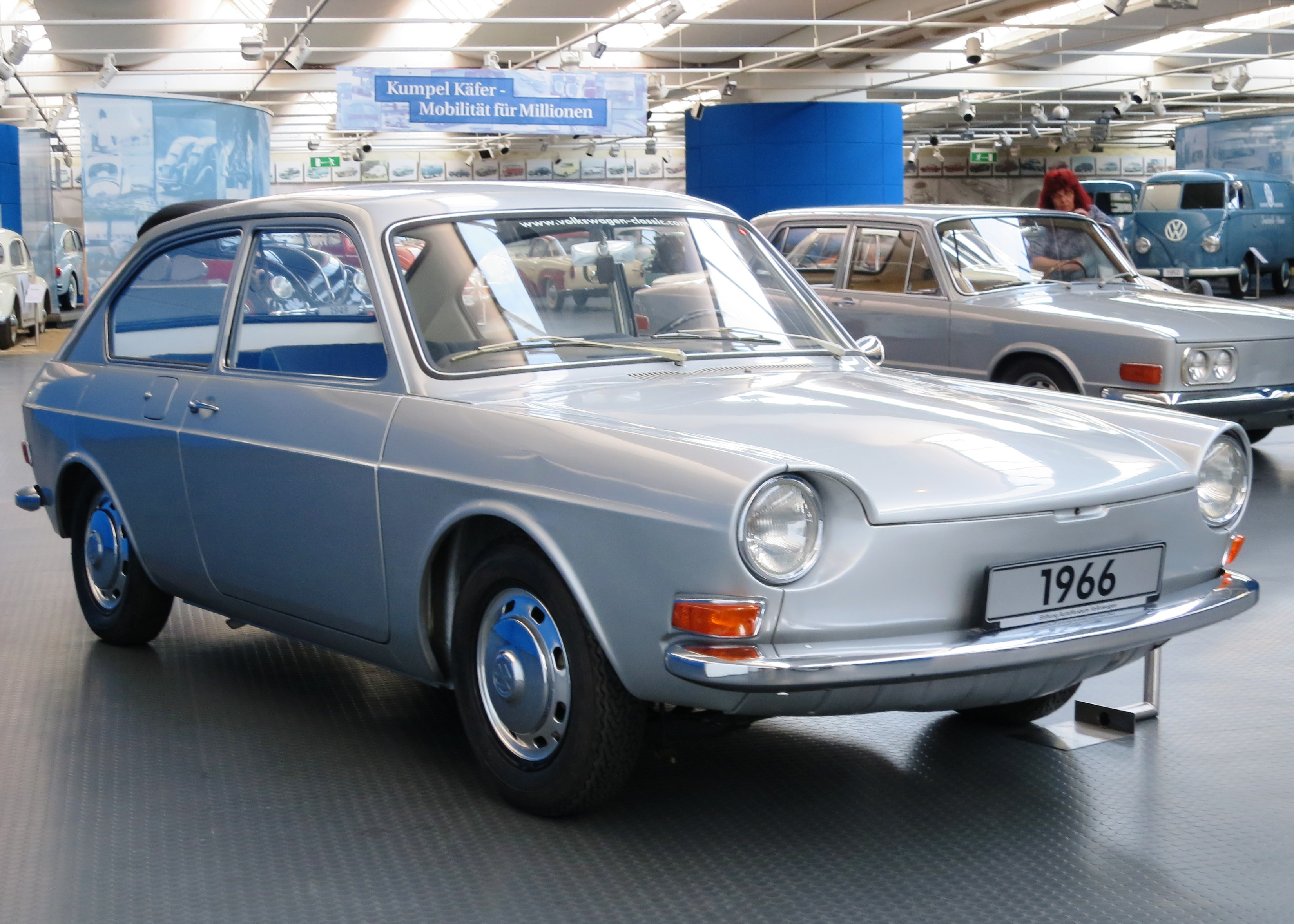
Jeden z eksponatów: Volkswagen Typ 4